# Melexis
Melexis N.V. — бельгийский производитель смешанных аналого-цифровых полупроводниковых интегральных микросхем, интегральных датчиков (датчики Холла, микроэлектромеханические системы) и интегральных систем (multi-chip module, системы на кристалле).

## История
Современное название компании происходит от аббревиатуры полного наименования компании до первичного размещения акций компании на бирже — англ. Microelectronic ELEX Integrated Systems.

### Временная шкала
- 1993 — основание Melexis
- 1997 — покупка компании US MicroChips Inc. (США), сейчас Melexis Inc
- 1997 — первичное размещение акций компании на бирже EASDAQ
- 1999 — покупка Thesys Mikroelektronik Produkte GmbH (Германия), сейчас Melexis GmbH
- 2000 — покупка Melexis Bulgaria Ltd.
- 2000 — открытие Melexis Ukraine
- 2002 — размещение акций компании на бирже Euronext
- 2004 — покупка Sentron AG (Швейцария)
- 2006 — Xtrion N.V. приобрела крупнейшую долю в Melexis N.V.
- 2008 — открытие подразделения на Филиппинах (Melexis Philippines Branch)
- 2009 — открытие офиса в Шанхае.

## Владельцы
Основным держателем акций Melexis является Xtrion N.V. (50,05 %). Xtrion кроме того имеет основную долю в X-FAB. 38,71 % акций торгуются на рынке.

## Деятельность
Компания поставляет интегральные микросхемы для автомобилестроения и массовые микросхемы для применения в промышленных и бытовых продуктах.

## Продукция
- Интегральные датчики
  - эффекта Холла
  - оптические
  - инфракрасные
  - давления
  - ускорения
  - угловой скорости

- Коммуникационные микросхемы
  - Маломощные радиочастотные
  - RFID
  - для автомобильных коммуникационных шин

- Микросхемы для управления
  - Электроприводами
  - Соленоидами
  - Светодиодами

- Специализированные микросхемы (ASIC)

Продукция Melexis соответствует требованиям стандарта качества для автомобилестроения ISO/TS 16949:2002 и требованиям экологического стандарта ISO 14001.

## Дочерние компании и отделения
Подразделения:
- Melefin N.V. (Ипр, Бельгия)
- Melexis Inc. (США)
- Melexis GmbH (Германия)
- Melexis Ukraine (Украина)
- Melexis Bulgaria Ltd. (Болгария)
- Melexis B.V. (Нидерланды)
- Melexis Tessenderlo N.V. (Бельгия)
- Melexis Technologies SA (Швейцария)
- Sentron AG (Швейцария)

Отделения:
- Melexis French Branch (Франция)
- Melexis Philippines Branch (Филиппины)
- Офис Melexis Shanghai (Китай)